# Łąka (gromada w powiecie pszczyńskim)
Łąka – dawna gromada, czyli najmniejsza jednostka podziału terytorialnego Polskiej Rzeczypospolitej Ludowej w latach 1954–1972.
Gromady, z gromadzkimi radami narodowymi (GRN) jako organami władzy najniższego stopnia na wsi, funkcjonowały od reformy reorganizującej administrację wiejską przeprowadzonej jesienią 1954 do momentu ich zniesienia z dniem 1 stycznia 1973, tym samym wypierając organizację gminną w latach 1954–1972.
Gromadę Łąka z siedzibą GRN w Łące utworzono – jako jedną z 8759 gromad na obszarze Polski – w powiecie pszczyńskim w woj. stalinogrodzkim, na mocy uchwały nr 21/54 WRN w Stalinogrodzie z dnia 5 października 1954. W skład jednostki wszedł obszar dotychczasowej gromady Łąka (z wyłączeniem terenów zbiornika wodnego Goczałkowice) ze zniesionej gminy Pszczyna w tymże powiecie. Dla gromady ustalono 18 członków gromadzkiej rady narodowej.
20 grudnia 1956 województwo stalinogrodzkie przemianowano (z powrotem) na katowickie.
31 grudnia 1969 z gromady Łąka wyłączono grunty rolne o powierzchni 81,3558 ha (niektóre parcele na kartach map nr 7, 9 i 11 "Łąka"), włączając je do gromady Wisła Wielka w tymże powiecie.
Gromada przetrwała do końca 1972 roku, czyli do kolejnej reformy gminnej.